# وافن-اس‌اس

سرباز وافن-اس‌اس

وافن-اس‌اس (به آلمانی: Waffen-SS) (به معنی اس‌اس مسلح) یکی از شاخه‌های نظامی آلمان در جنگ جهانی دوم بود. لشکرهای مختلف وافن-اس‌اس از آغاز تا پایان جنگ جهانی دوم تقریباً در تمامی جبهه‌ها حضور داشتند.

## تاریخچهٔ تشکیل

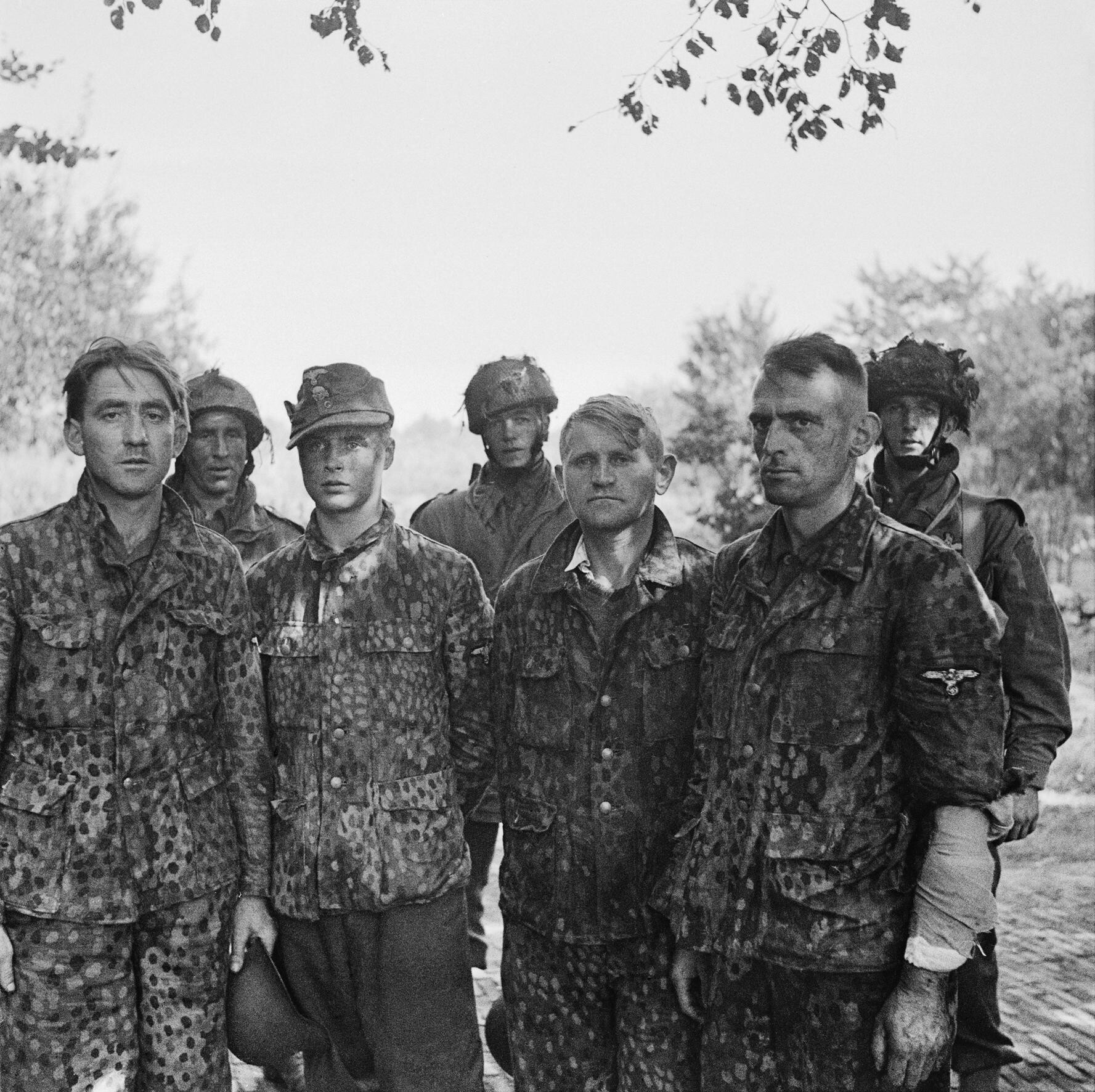
جنگ جهانی اول

در سال‌های پس از پایان جنگ جهانی اول بعد از شکل‌گیری جمهوری وایمار احزاب مختلفی سر کار آمدند هر حزب برای بیرون کردن احزاب دیگر از گروه‌های فشار استفاده می‌کرد و رهبران احزاب برای کنار زدن حزب مخالف خود از هیچ کاری کوتاهی نمی‌کردند. پس حزب‌ها نیاز به محافظان (بادی‌گارد) داشتند. این محافظان بسته به نام حزب‌ها دارای اسم‌های گوناگونی بودند. آدولف هیتلر نیز از این قاعده مستثنی نبود و حزب او نیاز به محافظانی داشت. همین کار باعث شد، در اوایل سال ۱۹۲۳ میلادی، گروهی با نام Stabwache (تلفظ: اشتاب‌واخِه) به معنی گارد صاحب منصبان برای محافظت از سران بلندپایه حزب ناسیونال سوسیالیست تشکیل شود. رهبری این گروه مثل همیشه به وفادارترین کسان به حزب یعنی یولیوس شرک و یوزف برشتولد واگذار شد تا کار محافظت از افراد را بر عهده گیرند. بعدها این گروه ۲۰۰ نفره نامی بس ترس‌آور برای دشمنان شد که به نام اشتوس‌تروپ-هیتلر خوانده می‌شد.
در نوامبر ۱۹۲۳ آدولف هیتلر به جرم کودتا به زندان افتاد. حزب ناسیونال سوسیالیست هم تعطیل و این گروه نیز موقتاً منحل شد. پس از آزادی آدولف هیتلر از زندان، او دستور تشکیل گروه محافظتی جدید به نام گروه محافظت با نشان Schutzstaffel (تلفظ: شوتز اشتافل) را داد که به اس‌اس معروف شد. اس‌اس به تدریج جایگاهی مهم در تاریخ آلمان یافت.
تا سال ۱۳۰۶ اس‌اس زیر نظر مستقیم حزب قرار داشت؛ اما از آن‌جا که هیتلر دارای قدرت شناخت، استعداد درونی، ذاتی و توانایی افراد بود، هاینریش هیملر را به فرماندهی کل اس‌اس گماشت. هیملر تصمیم گرفت از اس اس سازمانی بزرگ بسازد.
نیروهایی که هاینریش هیملر و یاران او برای اس‌اس استخدام می‌کردند گلچینی بودند از بهترین، نیرومندترین و وفادارترین جوانان آلمانی که هم از دید جسمی و هم از دید روحی، ذهنی و عقیدتی برتر بودند.

## اولین اقدام جدی اس‌اس
حزب در کنار اس‌اس یک سازمان دیگر به نام اس‌آ داشت که توسط ارنست روم یکی از دوستان هیتلر اداره می‌شد. این گروه در سال ۱۹۳۲ دارای چهارصد هزار نفر عضو بود. ارنست روم که تشنهٔ قدرت بود علیه دوست قدیمی خود یعنی هیتلر دست به تحرکاتی زد؛ همین امر باعث آن شد که هیتلر وی را از میان بردارد و در شب ۹ تیرماه همان سال تمام سران بلندپایه اس‌آ را از میان برداشت. این شب به شب دشنه های بلند معروف شد. آمارهای آن شب تعداد کشته شدگان سران مخالف را ۸۴ نفر ذکر می‌کند. به‌علاوه تمام اموال آن‌ها به جرم خیانت به کشور مصادره شد. این شب همانند شب حمله به یهودیان در آلمان می‌باشد. در این شب یکی از کاردارهای سفارت آلمان در فرانسه به دست یک جوان یهودی کشته شد. چند ساعت بعد سخنرانی ایراد شده توسط گوبلز در این رابطه احساسات مردم آلمان را برانگیخت و باعث شد مردم با کمک اس اس‌ها بیشتر شیشه‌های مغازه‌ها و خانه‌های یهودیان را بشکنند و اموال آن‌ها را در کوچه‌ها و خیابان‌ها بریزند و عده‌ای را نیز کتک بزنند و یهودیان بسیار زیادی نیز کوچ کردند.

## شکل‌گیری لشکرهای گوناگون اس‌اس
در روزهای قدرت‌گیری اس‌اس، رهبر این گروه شروع به ایجاد لشکرهایی کردند که کار آن‌ها بیشتر تشریفاتی بود تا جنبه نظامی داشته باشد. از جملهٔ این گروه‌ها می‌توان از لشکر محافظان شخصی هیتلر نام برد که در زمان آغار جنگ و نیاز به افراد نخبه، تبدیل به یک واحد موتوریزه به نام اس‌اس آدولف هیتلر شد. این لشکر با اینکه زیرگروه اس‌اس بود، اما ساختار و سازهٔ کاملاً متفاوت داشت. افراد این گروه در حضور آدولف هیتلر سوگند یاد می‌کردند و زیر دستور او کار می‌کردند. دیگر گروه دیگر اس‌اس که این‌گونه بود می‌توان به آراس‌دی یاد کرد، که توسط هاینریش هیملر به وجود آمده بود و انتخاب سربازهای آن از برترین‌های اس‌اس و گشتاپو برگزیده شده بودند.

## سربازگیری و آموزش در اس‌اس مسلح
با آغاز سربازگیری اس‌اس، مدارس ویژه‌ای برای همین کار در بادتولزت و براونشوایگ تشکیل گشت تا افسران سربازان آینده وافن-اس‌اس را تربیت کنند. هیملر ستوان پاول هاوزر را به عنوان مسئول و ناظر این آموزشگاه‌ها گماشت. از اقدامات ستوان می‌توان به ایجاد دو هنگ جدید به نام ژرمانیا و دویچلند اشاره کرد که بعدها تبدیل به تیپ و بعد به لشکر زرهی داس رایش و لشکر ویکینگ گشت.
با قطعی شدن حمله به لهستان هنگ‌های فرعی به هم پیوستند تا لشکرهای جدیدی به وجود آورند. طی توافقی بین نیروی زمینی و اس‌اس عنوان وافن-اس‌اس رسماً به این گروه‌ها لشکر داده شد.

## داوطلبان خارجی
بیش از ۱۴۰ هزار نفر از اراضی تصرف‌شده از شوروی و ۱۸۰ هزار نفر از سرتاسر مابقی اروپا به وافن-اس‌اس ملحق شدند و برای آن جنگیدند. بسیاری از این افراد چندین سال در جبهه شرقی به نبرد پرداختند و برخی از آن‌ها در میان مدافعان برلین در پایان جنگ بودند.

### فنلاند

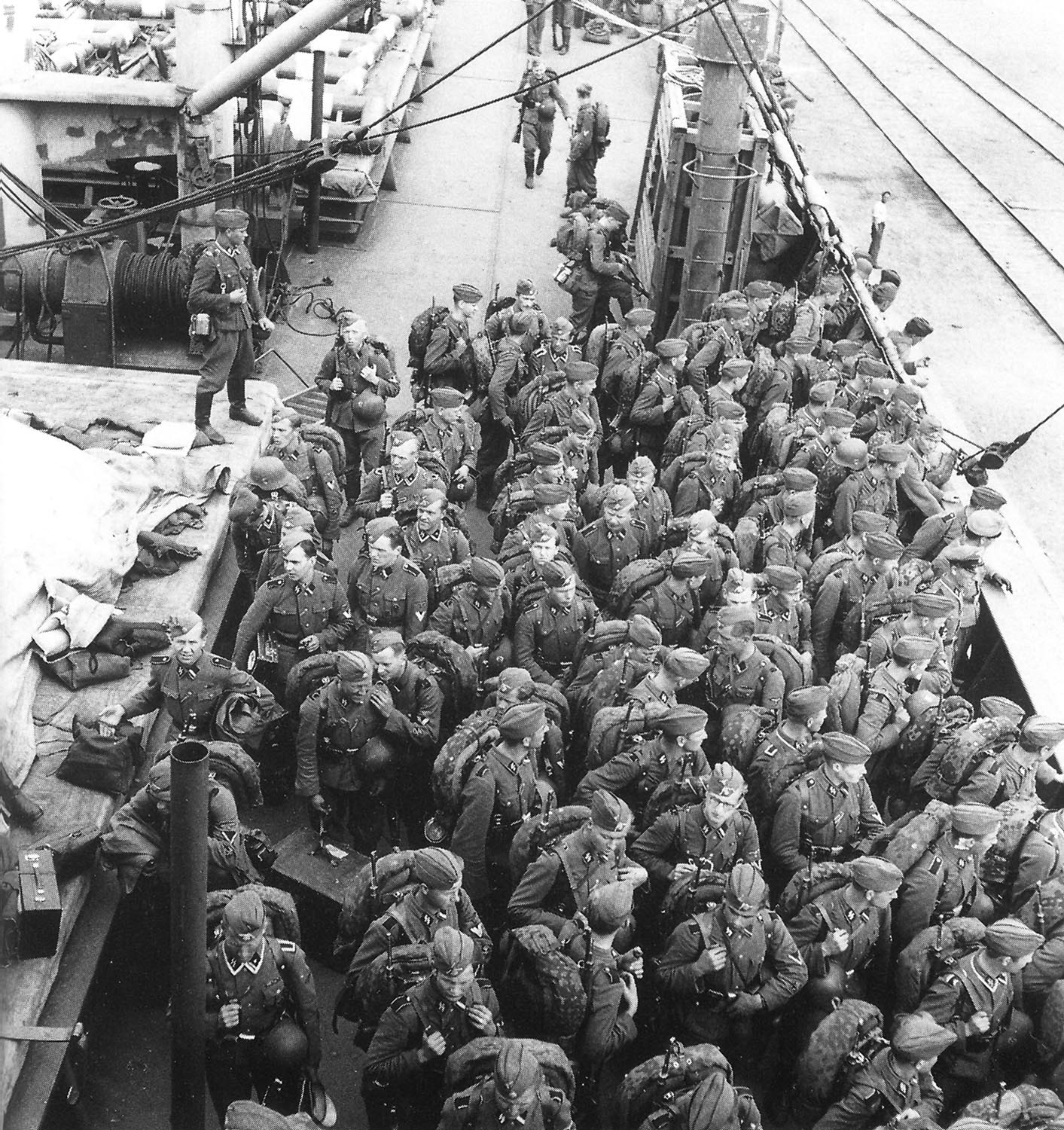
داوطلبان فنلاندی وافن-اس‌اس

در جریان همکاری آلمان و فنلاند که در نهایت منجر به ورود فنلاند به جنگ با شوروی و آغاز جنگ مستمر شد، ۱۴۰۰ داوطلب فنلاندی به وافن-اس‌اس ملحق شدند. به هر صورت دولت فنلاند سعی در اجتناب از دخالت رسمی در جذب این داوطلبان داشت و تلاش می‌کرد اجازه ندهد از آن‌ها جز علیه شوروی استفاده شود. حدود ۴۰۰ تن از این افراد در یگان‌های مختلفی از لشکر چندملیتی ویکینگ اس‌اس قرار گرفتند. مابقی فنلاندی‌ها گردان مجزایی در این لشکر تشکیل دادند. لشکر ویکینگ اس‌اس در تمامی طول جنگ در جبهه شرقی خدمت کرد. در مدت دو سالی که فنلاند با آلمان همکاری داشت، ۲۵۵ تن از داوطلبان فنلاندی در نبردهای اوکراین و شمال قفقاز به خاک افتادند.

حمله به کورسک